# Damián Macaluso
Pour l’article homonyme, voir Macaluso.
Damián Macaluso, de son nom complet Damián Macaluso Rojas, est un footballeur italo-uruguayen né le 9 mars 1980 à Montevideo.

## Biographie
Macaluso fut formé à l'UC Sampdoria Gênes. Après plusieurs expériences dans des clubs italiens Catania, Venezia, et uruguayens Central Español Fútbol Club, Club Atlético Bella Vista, il rejoint le club lorrain de l'AS Nancy-Lorraine en 2006. Il connaît un début de saison difficile puisqu'il ne joue que très peu de matchs. Suite un à un choc lors d'un match opposant Nancy à Lorient au début de la saison 2007/2008, Damiàn se blesse pour une durée de six mois. Macaluso commence véritablement à s'imposer lors de la saison 2008/2009 où il participe à 28 matchs en Ligue 1. Il inscrit d'ailleurs deux buts.
En mai 2010, il signe pour trois saisons au club mexicain de Veracruz
Après une saison dans le club mexicain de Veracruz (30 matchs et 2 buts en D2), Damian Macaluso vient de s’engager avec le Gimnasia y Esgrima La Plata qui évolue en seconde division argentine. Situé dans la banlieue de Buenos Aires, le Gimnasia y Esgrima est l’un des plus anciens clubs du pays. L’ex-défenseur uruguayen de l’ASNL a fait ses débuts face à l’Atlanta (1-2).

## Palmarès
- Champion du Guatemala : 2004 (Cobán Imperial).

## Carrière en club
| Saison      | Club               | Pays | Championnat      | Championnat | Championnat | Coupes nationales | Coupes nationales | Coupes nationales | Coupes nationales | Coupe d'Europe | Coupe d'Europe | Coupe d'Europe |
| Saison      | Club               | Pays | Division         | Matchs      | Buts        | Coupe de la Ligue | Coupe de la Ligue | Coupe de France   | Coupe de France   | Type           | Matchs         | Buts           |
| ----------- | ------------------ | ---- | ---------------- | ----------- | ----------- | ----------------- | ----------------- | ----------------- | ----------------- | -------------- | -------------- | -------------- |
| Saison      | Club               | Pays | Division         | Matchs      | Buts        | Matchs            | Buts              | Matchs            | Buts              | Type           | Matchs         | Buts           |
| 1999 - 2000 | Sampdoria          |      | Serie B          | -           | -           | -                 | -                 | -                 | -                 | -              | -              | -              |
| 2000 - 2001 | Calcio Catania     |      | Serie C1         | 7           | 0           | -                 | -                 | ?                 | ?                 | -              | -              | -              |
| 2001 - 2002 | CA Bella Vista     |      | Primera División | 23          | 1           | -                 | -                 | ?                 | ?                 | -              | -              | -              |
| 2002 - 2003 | Central Español FC |      | Primera División | 5           | 0           | -                 | -                 | ?                 | ?                 | -              | -              | -              |
| 2003 - 2004 | Cobán Imperial     |      | Liga Nacional    | 22          | 1           | -                 | -                 | ?                 | ?                 | -              | -              | -              |
| 2004 - 2005 | Venezia Calcio     |      | Serie B          | 31          | 0           | -                 | -                 | ?                 | ?                 | -              | -              | -              |
| 2005 - 2006 | Sambenedettese     |      | Serie C1         | 31          | 1           | -                 | -                 | ?                 | ?                 | -              | -              | -              |
| 2006 - 2007 | AS Nancy-Lorraine  |      | Ligue 1          | 9           | 1           | 1                 | 0                 | -                 | -                 | C3             | 2              | 0              |
| 2007 - 2008 | AS Nancy-Lorraine  |      | Ligue 1          | 10          | 0           | -                 | -                 | -                 | -                 | -              | -              | -              |
| 2008 - 2009 | AS Nancy-Lorraine  |      | Ligue 1          | 28          | 2           | 1                 | 0                 | 0                 | 0                 | C3             | 5              | 0              |
| 2009 - 2010 | AS Nancy-Lorraine  |      | Ligue 1          | 12          | 1           | 2                 | 0                 | 1                 | 0                 | -              | -              | -              |

Dernière mise à jour le 19 mai 2010